# SimulacreS
SimulacreS, le jeu de rôle élémentaire est un jeu de rôle créé par Pierre Rosenthal. Il s'agit d'un système minimaliste, destiné à être joué rapidement, y compris par des débutants, dans n'importe quel univers (c'est un jeu dit générique). Il a été édité initialement à compte d'auteur, puis dans le journal Casus Belli. Il a également été édité sous le titre La Fleur de l'Asiamar en annexe de la bande dessinée Le Roi borgne d'Arno et Jodorowsky (1986, éd. Les Humanoïdes Associés). Une édition en italien a été publiée en 1993 par Nexus sous le titre de Simulacri, Il gioco di ruolo poliedrico.
Initialement, il a été conçu pour être un système pour livre-jeu, destiné à faire découvrir le domaine et à servir de passerelle vers le jeu de rôle.

## Le système de jeu
SimulacreS est un système dont on peut choisir la complexité.
Les capacités personnage joueur (PJ) sont définies par trois séries de caractéristiques chiffrées :
- les composantes (dont les valeurs vont de 3 à 6) qui sont les « matériaux qui composent les individus » : corps, instinct, cœur et esprit ;
- les moyens (de 0 à 4) qui désignent la manière dont les composantes sont mises en œuvre : perception, action, désir et résistance ;
- les règnes (de 0 à 2) qui sont les objets des actions, ce sur quoi on agit : minéral, végétal, animal, humain et mécanique.

Pour entreprendre une action, le joueur doit se demander : de quelle manière vais-je m’y prendre. Il choisit ainsi une composante et un moyen, applique le règne correspondant et additionne les trois valeurs choisies (la somme allant donc de 3 à 12) ; par exemple pour comprendre le fonctionnement d’un mécanisme, il additionnera esprit + perception + mécanique. La difficulté intrinsèque de l’action est cotée par un nombre allant de –4 à +4. Le personnage réussit l’action s’il fait moins que la somme de toutes ces valeurs avec deux dés à six faces :
2d6 ≤ composante + moyen + règne + difficulté.
Le personnage dispose également d’énergies (valant entre 0 et 2) qui sont des moyens de se dépasser : puissance, rapidité et précision. Si le joueur décide de mettre en œuvre 1 ou 2 points d'une énergie, il augmente ses chances de réussite en ajoutant ces points à son total ; en échange, il s’épuise en dépensant des points de souffle ou d’énergie psychique.
Dans les versions 2 à 7 du jeu, la définition du personnage comporte donc quatre composantes et quatre moyens. Initialement, Pierre Rosenthal utilisait un matrice 3 × 3 mais Alejandro Jodorowsky l’a convaincu d’utiliser le chiffre 4. Il regrette ce choix et revient à son idée initiale dans la version 8 : corps, cœur, esprit et perception, action, résistance. Dans cette même version, les règnes deviennent optionnels. Ils sont rebaptisés cibles  et sont au nombre de quatre : humain, nature, artificiel et surnaturel. Le jeu comporte maintenant quatre énergies « normales » — puissance, rapidité, précision et héroïsme — et deux énergies extraordinaires — magie et pouvoirs spéciaux.
Pour paramétrer plus finement le personnage, on lui adjoint un métier, un hobby et des talents qui permettent de réussir plus facilement les actions.
L’état du personnage est défini par trois jauges qui diminuent au fil des efforts et des agressions :
- les points de vie (valant au départ de 4 à 6) indiquent son état de santé, les dégâts qu’il peut encaisser avant de mourir ;
- les points de souffle (valant au départ 4) qui indiquent son état de vigilance et de fatigue ;
- les points d’équilibre psychique (valant au départ 4) qui indiquent la maîtrise de soi ou la dérive vers la folie.

Les personnages non-joueurs, appelés « personnages incarnés par le meneur de jeu » (PMJ), sont décrits de manière plus simple (à l’exception des acteurs majeurs de l’aventure qui sont décrits comme les PJ). On se content d’une catégorie — faible, moyen, fort, exceptionnel — qui détermine un score de test unique (cela remplace la somme composante + moyen + règne), ses valeurs de jauges et s’il dispose d’un métier, de hobbies, de talents et d’énergies.

## Les différentes éditions

### Historiques des versions du système de jeu
Selon la note de bas de page située p. 3 du Casus Belli hors-série n°10 (intitulée Note pour les futurs historiens du jeu de rôle) :
- version 1 : Publication à compte d'auteur — 1986 ;
- version 2 : La Fleur de l'Asiamar — 1986 ;
- version 5 : Casus Belli — hors-série n°1, 4e trimestre 1988 ;
- version 7 : Casus Belli — hors-série n°10, mars 1994 ;
- version 8 : en travail depuis 2014[4], la première publication professionnelle aura lieu en 2020[5].

### Jeux Descartes
Les éditions par Jeux Descartes se présentent sous la forme d'un petit livret comprenant des règles, la description d'un univers et un scénario, le tout dans une couverture cartonnée pouvant servir de paravent. Quatre univers/scénarios ont ainsi été édités :
- Ceux des profondeurs (1990, de Pierre Lejoyeux, illustration de Jean-Denis Pendanx) :
 fantastique contemporain à la Howard Phillips Lovecraft ;
- Cyber Age : 30 minutes dans le futur (1990, de Pierre Rosenthal et Jean-Pierre Pécau, illustration de Pierre Rosenthal et Émile Gutierrez) : 
 contexte cyberpunk ;
- Aventures Extraordinaires & Machinations Infernales (1990, de Tristan Lhomme et Pierre Rosenthal) :
 steampunk, France du Second Empire mettant particulièrement l'accent sur les récits de Jules Verne ;
- Capitaine Vaudou (1991, de Pierre Rosenthal et Jean-Pierre Pécau, illustration de Rolland Barthélémy) :
  univers de flibustiers et de magie vaudou.

### Casus Belli
Les éditions par Casus Belli se présentent sous la forme d'un numéro hors-série, présentant les règles et un ou plusieurs univers, notamment :
- SimulacreS (hors-série n°1, 1989) :
 7 univers/scénarios, médiéval-fantastique, aventure, épouvante, space opera, histoire, série télé, et espionnage ;
- SimulacreS (hors-série n°10, mars 1994) :
 4 univers/scénarios, space opera, médiéval-fantastique, horreur et série télé ;
- SangDragon (hors-série n°11, avril 1994) :
 univers médiéval-fantastique, décrivant l'archipel de Malienda ;
- Cyber Age : 28 minutes dans le futur (hors-série n°16, septembre 1995, de Tristan Lhomme, Pierre Rosenthal et Jean-Pierre Pécau, illustrations de Pierre Le Pivain, Philippe Gauckler (couv), Éric Gutierrez et Éric Puech) :
 2e éd. de Cyber Age.

De nombreux auteurs amateurs ont utilisé les règles de SimulacreS pour développer leur propre univers de jeu. Le premier jeu qui a ouvert la voie à plus d'une trentaine d'autres est Bernard & Jean, initialement publié en 1991, permettant de jouer dans le cadre d'une gendarmerie nationale parodique. Parmi les jeux amateurs publiés on peut citer Pour 1000$ au soleil.

### Suite éditoriale
Pierre Rosenthal  a continué à faire évoluer son jeu et a publié des versions sur le groupe Facebook dédié ; en 2019-2020, il développe la version 8 du jeu. À la suite d'une campagne de financement, Capitaine Vaudou a été réédité en 2020 par Black Book éditions.

## La notice des droits d'utilisation
Dès la parution dans Casus Belli en 1988, puis à l'occasion de sa 7e édition en 1994, Pierre Rosenthal, qui voulait que le système de jeu serve à propager et diffuser la pratique du jeu de rôle, a autorisé explicitement et gratuitement d’utiliser, de copier le système de règles, de le modifier pour créer des jeux, des univers ou des scénarios dans un cadre amateur ou associatif, avec la possibilité de commercialiser ces créations pour financer les associations ou des œuvres caritatives. En 1994, il permet en outre une utilisation commerciale pour un tirage de 500 exemplaires maximum tout en apportant ses conseils à la création,.